# توني بيب
توني بيب (بالإنجليزية: Tony Pape)‏ هو لاعب كرة قدم أمريكية أمريكي، ولد في 29 سبتمبر 1981 في شيكاغو في الولايات المتحدة.